# 앨런 망원경 간섭계

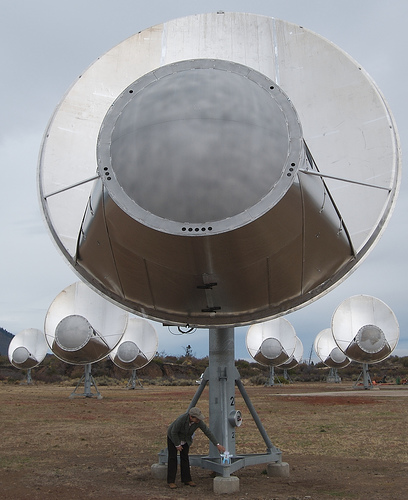
앨런 망원경 간섭계

앨런 망원경 간섭계(Allen Telescope Array, ATA)는 미국 캘리포니아주 동북 지역에 있는 전파 망원경 간섭계다.
2001년에 폴 앨런이 기부한 약 2500만 달러(약 280억 원)로 망원경 42개를 만들어 활용하기 시작하였다. 이 망원경이 사용되기 전까진 영국의 천문대와 아레시보 천문대를 빌려 1년에 20일만을 사용해왔다. 이 천문대는 외계 생명체로부터 발신됐을 가능성이 있는 500만개의 무선 주파수 신호를 탐지하고있다.